# Nicolae Dona
Nicolae Dona (n. 6 august 1833, București – d. 10 iunie 1916, București) a fost un politician și general român.

## Biografie
Intră în Școala militară de ofițeri din București la 7 aprilie 1854. Sublocotenent la 7 aprilie 1856, în Regimentul 3 infanterie de linie, Nicolae Dona este înaintat locotenent la 20 februarie 1860 și mutat la Statul Major General al Armatei. Căpitan la 24 ianuarie 1863, este numit director de studii la Școala militară de ofițeri din Iași. Înaintat maior la 2 octombrie 1867, locotenent-colonel la 1 ianuarie 1872, își desfășoară activitatea ca ofițer de stat major și profesor în școlile militare.
La 18 ianuarie 1877 i se dă comanda Regimentului 5 dorobanți, iar la 8 Aprilie este avansat colonel.
Participă la campania independenței pe fronturile de la sud de Dunăre. În urma înființării Corpului de vest, la 5 decembrie 1877,cu misiunea de a acționa împotriva grupării otomane din zona Vidin, este numit comandant al Brigăzii 2 din Divizia 1 infanterie, având în subordine regimentele 4, 9, 11 și 15 dorobanți. Aceste unități participă la luptele de la Smârdan și Inova din 12 ianuarie 1877.
Între 1883-1885, colonelul Nicolae Dona a condus Depozitul Științific de Război.

## Distincții

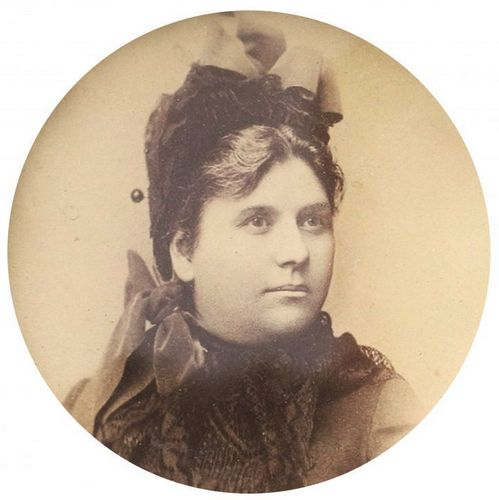
Margareta Dona (soția)

Nicolae Dona este decorat, pentru buna organizare și conducere a trupelor, cu "Steaua României" în grad de ofițer, "Virtutea Militară" de aur, "Trecerea Dunării", " Apărătorilor Independenței", ordinul rus "Sf. Ana" cl. II și "Medalia comemorativă de campanie" rusă.
Urcă pe treptele ierarhiei militare până la gradul de general de divizie. O stradă din București îi poartă numele.